# Precuña
Se denomina precuña o precúneo a una parte del lóbulo parietal superior oculto en la fisura longitudinal medial entre los dos hemisferios cerebrales. A veces se describe como la zona media de la corteza parietal superior. El precúneo está limitado anteriormente por la rama marginal del surco cingulado, posteriormente por el surco parietooccipital, e inferiormente por el surco subparietal. Está involucrado con la memoria episódica, procesamiento visuoespacial, reflexiones sobre uno mismo, y aspectos de la conciencia.
La ubicación del precúneo hace que sea difícil de estudiar. Además, rara vez es objeto de lesiones aisladas, debido a un accidente cerebrovascular, o trauma, tales como heridas por arma de fuego. Esto ha dado lugar a que sea "una de las áreas asignadas con menos precisión de toda la superficie cortical". Si bien se ha descrito originalmente como homogéneo por Korbinian Brodmann, ahora se considera tener tres subdivisiones.
También se conoce a partir de Aquiles-Louis Foville como el lóbulo cuadrado de Foville. La forma en latín de praecuneus se utilizó por primera vez en 1868 y la versión precuneus en inglés en 1879.

## Anatomía

Precúneo del hemisferio cerebral izquierdo (en rojo).

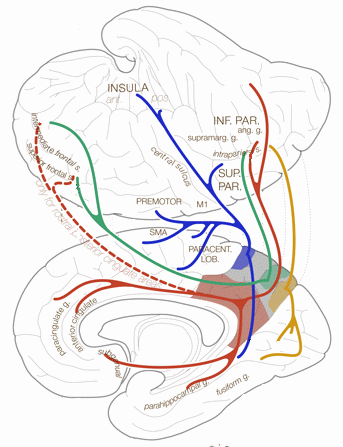
Las subdivisiones de precúneo y cingulado posterior en el ser humano, sobre la base de la conectividad funcional en estado de reposo En azul la región anterior sensomotora y sus conexiones; en verdes la "región centro cognitiva / asociativa", de color amarillo es la "Región Visual Posterior". (El color rojo muestra la corteza cingulada posterior y sus conexiones.)

El precúneo es una pequeña circunvolución en forma de cuña en la superficie medial del lóbulo parietal del cerebro, delimitada posteriormente por el surco parietooccipital y anteriormente por el lóbulo paracentral.